# 29. sydlige breddekreds
Den 29. sydlige breddekreds (eller 29 grader sydlig bredde) er en breddekreds, der ligger 29 grader syd for ækvator. Den løber gennem Atlanterhavet, Afrika, det Indiske Ocean, Australasien, Stillehavet og Sydamerika.